# يفجينيا مالينيكوفا
يفجينيا فلاديميروفنا مالينيكوفا (مواليد 23 أبريل 1974) (بالروسية: Евгения Владимировна Малинникова) هي عالمة رياضيات روسية، حازت سنة 2017 جائزة (Clay Research) مع ألكسندر لوغونوف.

## مسيرتها
حصلت على درجة الدكتوراه من جامعة سانت بطرسبرج الحكومية في عام 1999، تحت إشراف فيكتور بتروفيتش هافين.
تعمل حالياً أستاذة للرياضيات في الجامعة النرويجية للعلوم والتكنولوجيا.

## روابط خارجية
- homepage at الجامعة النرويجية للعلوم والتكنولوجيا